# Champallement
Champallement ist eine französische Gemeinde mit 55 Einwohnern (Stand 1. Januar 2022) im Département Nièvre in der Region Bourgogne-Franche-Comté (vor 2016 Bourgogne). Sie gehört zum Arrondissement Clamecy und zum Kanton Corbigny (bis 2015 Brinon-sur-Beuvron). Die Einwohner werden Champallementois genannt.

## Geographie
Champallement liegt etwa 45 Kilometer nordöstlich von Nevers am Rande des Morvan. Umgeben wird Champallement von den Nachbargemeinden von Bussy-la-Pesle im Norden, Neuilly im Osten und Nordosten, Saint-Révérien im Süden und Südosten, Moussy im Südwesten, Montenoison im Westen sowie Champlin im Westen und Nordwesten.

## Bevölkerungsentwicklung
| Jahr                       | 1962 | 1968 | 1975 | 1982 | 1990 | 1999 | 2006 | 2011 | 2016 |
| Einwohner                  | 95   | 61   | 55   | 44   | 45   | 27   | 55   | 47   | 51   |
| Quellen: Cassini und INSEE |      |      |      |      |      |      |      |      |      |

## Sehenswürdigkeiten
- Reste einer römischen Siedlung (vicus mit ca. 1000 Einwohnern) aus dem 1. nachchristlichen Jahrhundert, 1824 bis 1843 ausgegraben, römisches Feldlager aus dem 3. Jahrhundert, Monument historique seit 1976
- Kirche Saint-Eustache aus dem 12. Jahrhundert

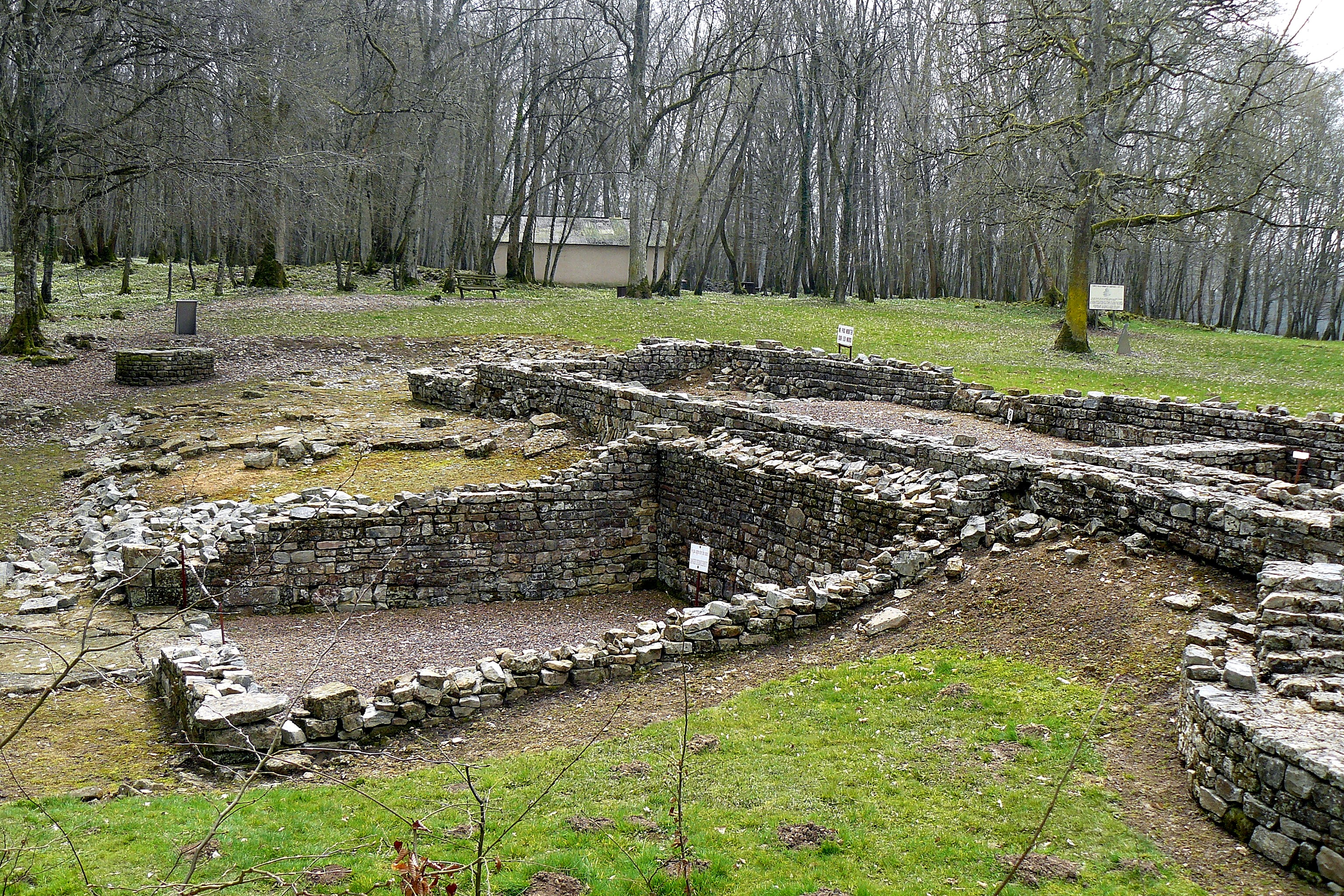
Römische Siedlungsreste
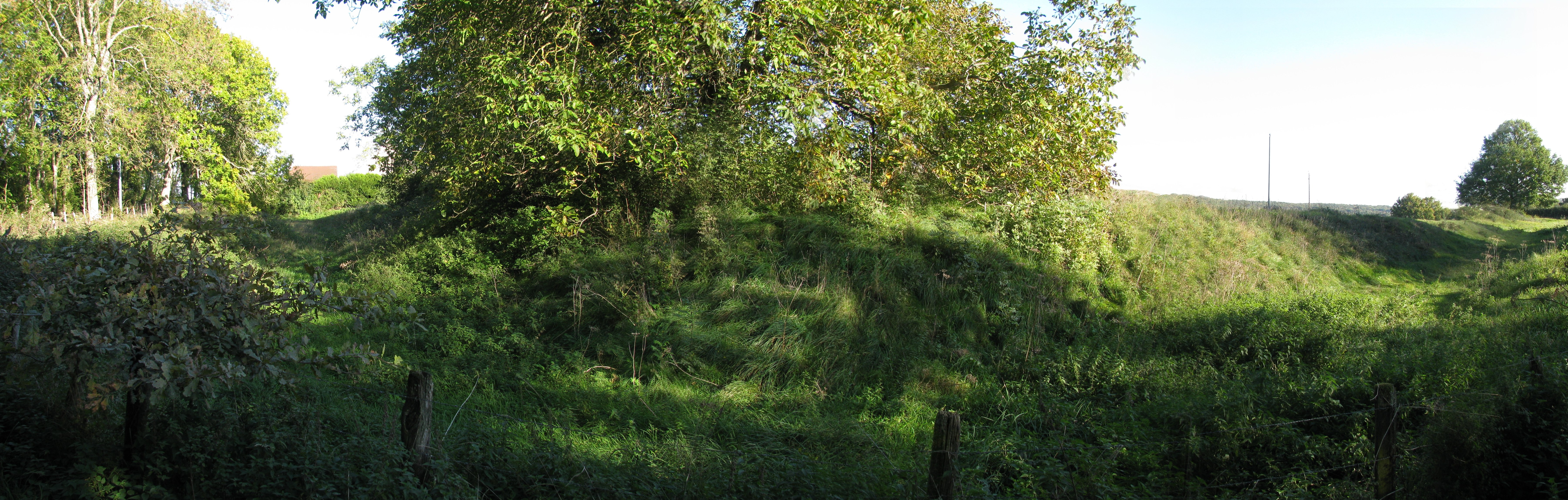
Römisches Feldlager